# Bisallardiana decorticata
Bisallardiana decorticata är en skalbaggsart som beskrevs av Macleay 1863. Bisallardiana decorticata ingår i släktet Bisallardiana och familjen Cetoniidae. Inga underarter finns listade.